# Päinurme
Päinurme is een plaats in de Estlandse gemeente Järva, provincie Järvamaa. De plaats heeft de status van dorp (Estisch: küla).
Päinurme behoorde tot in oktober 2017 bij de gemeente Koigi. In die maand ging Koigi op in de fusiegemeente Järva.

## Bevolking
Het dorp had 152 inwoners op 31 december 2011 en 132 inwoners op 31 december 2021.